# Campeonato Mundial de Naciones Emergentes de Rugby League
El Campeonato Mundial de Naciones Emergentes de Rugby League (en Inglés Rugby League Emerging Nations Tournament) es una competición internacional de rugby league de la Rugby League International Federation. 
Esta competición se celebró por primera vez en 1995 en Inglaterra.

## Historia
En la edición 1995, disputada en Inglaterra, la Islas Cook vence en la final a Irlanda por 22 a 6.
El año 2000, se vuelve a jugar el torneo en Inglaterra, siendo los locales de la British Amateur Rugby League Association se coronaron campeones al vencer en la final 20 a 14 al seleccionado de Italia.
En 2018, el torneo se disputó por primera vez en Australia contando con la participación de 11 selecciones, resultando campeón Malta al vencer 24 a 16 a Niue.

## Campeones y finalistas
| Año            | Participantes | Campeón         | Resultado | Subcampeón |
| -------------- | ------------- | --------------- | --------- | ---------- |
| 1995 ENWC 1995 | 7             | Islas Cook      | 22 - 6    | Irlanda    |
| 2000 ENWC 2000 | 6             | British Amateur | 20 - 14   | Italia     |
| 2018 ENWC 2018 | 11            | Malta           | 24 - 16   | Niue       |